# Feuchtgebiet und Sandmagerrasen bei Speikern
Das Naturschutzgebiet Feuchtgebiet und Sandmagerrasen bei Speikern ist ein Naturschutzgebiet in der Gemeinde Ottensoos im Landkreis Nürnberger Land. Im Norden reicht es bis an die Gemeindegrenze zu Neunkirchen am Sand.

## Beschreibung
Südlich des Siedlungsgebietes von Speikern zwischen Bahnlinie und Bundesstraße 14 erstreckt sich auf etwa 11 ha Fläche ein abwechslungsreicher Lebensraum aus trockenen Sand- und Feuchtbiotopen. Der ehemalige Sandabbau bis hinab zu den wasserstauenden Schichten ließ als Folge Trockenzonen und Feuchtbiotope entstehen. Verlandete Teiche mit Röhrichtzonen und Großseggenrieden gehen in Sümpfe und Erlenbruchwälder über. Als Erstbesiedler nehmen Silbergrasfluren die lockeren, bewegten Sande ein, bevor diese Flächen mit der Festlegung in Sandmagerrasen übergehen.
Über lange Zeit wurden die ehemals als Hutanger genutzten Flächen vernachlässigt, heute werden die  Offenlandinseln wieder beweidet.
Das Naturschutzgebiet darf nicht betreten werden, von einem randlichen Radwanderweg kann das Gebiet gut eingesehen werden. Am Wege finden sich Informationstafeln.

## Geschichte
Das Schutzgebiet wurde 1996 unter Schutz gestellt.

## Flora und Fauna
In den Magerwiesen dieses Gebietes wachsen Bergsandglöckchen. Die offenen Sandlebensräume bieten für Vögel und Großschmetterlinge optimale Lebensräume.